# Diakhao
Diakhao – miasto w Senegalu, w regionie Fatick.